# 2004
2004 (MMIV) — високосний рік, що почався в четвер 1 січня та закінчився в п′ятницю 31 грудня за григоріанським календарем. 2004-й рік нашої ери — це 4-й рік III-го тисячоліття та XXI-го століття, а також п'ятий з 2000-х років.

## Події
- 1 січня — Ірландія розпочала головування в Раді ЄС[1].
- 30 січня  — становлення нового гербу міста Охтирки.
- 1 лютого — скасування смертної кари у Великій Британії.
- 4 лютого — Марк Цукерберг запустив соціальну мережу The Facebook, пізніше перейменовану у Facebook.
- 3 березня — Без попередження і без рішення суду було відключено ефір київської радіостанції «Континент».
- 14 березня — на Президентських виборах в Росії Володимир Путін був обраний на другий чотирирічний термін.
- Ніч з 28 на 29 березня — стартувала Громадянська кампанія ПОРА!
- 18 квітня — відбулися вибори в Мукачево, які показали брутальність української влади та повну її неповагу до законів України.
- 20 квітня — Парламент України ратифікував угоду про Єдиний економічний простір з Росією, Білоруссю і Казахстаном.
- 1 травня — До Євросоюзу офіційно вступили 10 нових країн: Кіпр, Чехія, Естонія, Угорщина, Латвія, Литва, Мальта, Польща, Словаччина і Словенія.
- 16 травня — У Стамбулі на музичному конкурсі «Євробачення» представниця України Руслана Лижичко посіла перше місце.
- 12 червня — 4 липня — Чемпіонат Європи з футболу у Португалії.
- 1 липня — Нідерланди розпочали головування в Раді ЄС[1].
- 1 серпня — Сумські студенти учасники Студентського Руху спротиву об'єднанню вузів у Сумах вирушили походом на Київ.
- 6 серпня — За особистим наказом начальника обласної міліції Плєханова сумська міліція здійснила брутальне знищення наметового табору сумських студентів, які йшли пішим походом на Київ. 47 осіб заарештовано, серед них народний депутат В. Кириленко, помічники народних депутатів i журналісти.
- 10 серпня — Президент України Кучма Леонід Данилович скасував указ від 20 квітня 2004 року про утворення Сумського національного університету.
- 5 — 6 вересня — отруєно Віктора Ющенка. Представники офіційної влади, підозрювані в організації отруєння, обмежилися лише цинічними зауваженнями.
- 16 жовтня — У Києві відбулося Всеукраїнське Студентське віче в підтримку Віктора Ющенка.
- 18 жовтня — 22 жовтня по Україні прокотилася хвиля обшуків та арештів активістів організацій, які виступають за чесні вибори («Пора!», «Чиста Україна», …)
- 23 жовтня — У Києві відбулись масові демонстрації на підтримку кандидата в президенти України Віктора Ющенка.
- 23 жовтня — Відкрито автобан «Київ-Одеса»
- 31 жовтня — Відбувся перший тур виборів Президента України
- 2 листопада — Відбулися вибори президента США, перемогу здобув Джордж Вокер Буш
- 10 листопада — Центрвиборчком оголосив остаточні результати першого туру виборів Президента України: Віктор Ющенко набрав 11 125 395 голосів (39,87 %); Віктор Янукович набрав 10 969 579 голосів (39,32 %);
- 10 листопада — Вийшов Firefox 1.0
- 16 листопада — Запущений проєкт World Community Grid.
- 19 листопада — Президент США Джордж Буш виступив із заявою з приводу українських виборів, закликавши владу в Києві забезпечити народу України «вільне висловлення вибору, без залякувань чи страху, які б йшли з середини країни чи ззовні».
- 21 листопада — Пройшов другий тур виборів Президента України.
- 22 листопада — По всій Україні почалися мітинги протесту проти фальсифікації виборів
- 28 листопада — Командувач внутрішніми військами України Сергій Попков віддав наказ про розгін демонстрантів на Майдані Незалежності в Києві. Але після того, як спецслужби повідомили Попкова, що армія не підтримає ці дії, операції було дано відбій.
- 1 грудня — Верховна Рада України висловила недовіру уряду Віктора Януковича й запропонувала Президентові України та Голові ВР сформувати уряд народної довіри з урахуванням пропозицій депутатських фракцій і груп у Верховній Раді. За відповідну постанову проголосувало 229 народних депутатів, вона набирає чинності з моменту прийняття. Голосування щодо постанови відбувалося в таємному режимі, щоб унеможливити тиск на членів окремих фракцій. Але парламентарям не вдалося відправити у відставку Генерального прокурора.
- 3 грудня — Судова палата у цивільних справах Верховного Суду ухвалила рішення про визнання недійсними результатів другого туру президентських виборів 21 листопада
- 4 грудня — Центральний Виборчий Комітет України призначив повторне голосування на виборах президента на 26 грудня 2004. За це рішення проголосували 11 членів ЦВК, один утримався.
- 26 грудня — Пройшло повторне голосування другого туру виборів Президента України
- 26 грудня — Стався сильний землетрус (8,5 до 8,9 бала за шкалою Ріхтера), епіцентр підземних поштовхів знаходився в районі Андаманських островів на дні Індійського океану.
- 30 грудня — Верховний Суд України відмовив у розгляді всіх скарг кандидата в Президенти Віктора Януковича, також Центрвиборчком України відмовився визнати неможливим встановлення результатів переголосування другого туру виборів Президента в 225 виборчих округах за скаргою Віктора Януковича.

### Аварії й катастрофи
- 24 серпня практично одночасно о 22:56 МСК в результаті спрацювання вибухових пристроїв, пронесених на борт терористками-смертницями, зазнали катастрофи і впали на землю Ту-154Б2 авіакомпанії «Сибір» (загинула 51 особа) і Ту-134а авіакомпанії «Волга — Авіаекспрес» (загинуло 42 осіб)[джерело?]

## Народились
Див. також Категорія:Народились 2004
- 2 січня - Адріана Вілагош, сербська легкоатлетка, яка спеціалізується в метанні списа.
- 3 січня — Міха Фонтен, канадський фристайліст.
- 6 січня - Ромео Лавія, бельгійський футболіст.
- 7 січня:
  - Айзек Купер, австралійський плавець.
  - Александрія Лутітт, канадська стрибунка з трампліна.
- 13 січня — Оу Юйшань, китайська гімнастка.
- 15 січня: 
  - Емре Демір, турецький футболіст.
  - Стахів Тарас Володимирович, український спортсмен, громадський активіст, військовослужбовець.
- 19 січня - Софія Раффаелі, італійська гімнастка.
- 21 січня — Інгрід Олександра, старша і єдина дочка кронпринца Норвегії Гокона та його дружини Метте-Маріт, внучка короля Гаральда V.
- 22 січня:
  - Марко Лазетич, сербський футболіст.
  - Пйотр Стажинський, польський футболіст.
- 25 січня — Кайла Ді Селло, американська гімнастка.
- 28 січня — Поліна Дашкова, українська співачка.
- 1 лютого - Вілліот Сведберг, шведський футболіст.
- 7 лютого — Беріл Бьоджеклер, турецька плавчиня.
- 18 лютого — Су Їмін, китайський сноубордист.
- 19 лютого:
  - Міллі Боббі Браун, британська акторка, модель та продюсерка.
  - Даніел Самек, чеський футболіст.
- 23 лютого - Вінісіус Тобіас, бразильський футболіст донецького «Шахтаря».
- 26 лютого — Ману Лілі Робін, валлійська співачка.
- 29 лютого — Лідія Джейкобі, американська плавчиня.
- 1 березня — Ярмолюк Єгор, український футболіст.
- 8 березня: 
  - Кіт Коннор, британський актор.
  - Абдул Іссахаку, ганський футболіст.
- 13 березня — Корі Гофф, американська тенісистка.

- 21 березня: 
  - Роган Чанд, американський актор.
  - Карім Конате, івуарійський футболіст.

- 27 березня — Аміра Віллігхаген, голландська співачка-самоучка.
- 28 березня — Щербакова Анна, російська фігуристка.
- 30 березня — Юрай Слафковський, словацький професійний хокейний форвард.
- 1 квітня - Оскар Глух, ізраїльський футболіст.
- 2 квітня — Моллі О'Каллаган, австралійська плавчиня.
- 9 квітня — TommyInnit, англійський ютюбер і стример на Twitch.
- 12 квітня — Кім Джі Док, південнокорейський лучник.
- 15 квітня - Гвідас Гінейтіс, литовський футболіст.
- 23 квітня - Тіган Крофт, австралійська акторка.
- 1 травня - SadSvit, український інді-поп та постпанк виконавець, композитор та автор пісень.
- 4 травня - Попов Роман Дмитрович, український спортсмен.
- 14 травня - SOWA, українська співачка та авторка пісень.
- 28 травня — Чжан Цзяці, китайська стрибунка у воду.
- 1 червня - Емірхан Ілхан, турецький футболіст.
- 15 червня: 
  - Стерлінг Джерінс, американська акторка.
  - Джевісон Беннетт, костариканський футболіст.
- 21 червня — П'єр Двомо, бельгійський футболіст ганського походження.
- 23 червня — Трусова Олександра, російська фігуристка.
- 25 червня — Kain Rivers, український і російський співак.
- 30 червня — Клер Курзан, американська плавчиня.
- 1 липня - Алехандро Гарначо, професійний футболіст.
- 5 серпня — Гаві, іспанський футболіст.
- 14 серпня — Уразова Владислава, російська спортивна гімнастика.
- 31 серпня: 
  - Лукашенко Микола, син президента Республіки Білорусь Олександра Лукашенка.
  - Чан Вон Йон, південнокорейська співачка та танцюристка.
- 1 вересня — Сільвіана Сфірінгу, румунська гімнастка.
- 8 вересня - Льюїс Голл, англійський футболіст.
- 15 вересня: 
  - Давід Попович, румунський плавець.
  - Гаранг Куол, австралійський футболіст.
- 18 вересня — Нодірбек Абдусатторов, узбецький шахіст, гросмейстер.
- 25 вересня — Ґуань Ченьчень, китайська гімнастка.
- 27 вересня - Отем Пельтьє, канадська активістка, захисниця прав корінного народу Анішинаабе.
- 3 жовтня:
  - Ноа Шнапп, американський актор.
  - Дженіфер Гадірова, британська гімнастка.
  - Джесіка Гадірова, британська гімнастка.
- 6 жовтня — Броні Джеймс, американський баскетболіст, старший син професійного баскетболіста Леброна Джеймса.
- 19 жовтня - Еван Фергюсон, ірландський професійний футболіст.
- 27 жовтня — Третяк Назар, український спортсмен з настільного тенісу.
- 7 листопада — Мурасе Кокомо, японська сноубордистка.
- 11 листопада — Оакс Фіглі, американський актор театру, кіно і телебачення.
- 12 листопада — Мотак Анастасія, українська гімнастка.
- 18 листопада — Лука Ромеро, аргентинський футболіст.
- 20 листопада — Юссуфа Мукоко, німецький футболіст, нападник клубу «Боруссія» (Дортмунд).
- 21 листопада - Ріко Льюїс, англійський футболіст.
- 2 грудня - Ілля Малінін, американський фігурист.
- 4 грудня — Шен Ліхао, китайський стрілець.
- 5 грудня — Енні ЛеБланк, американська інтернет-особистість, акторка, співачка й колишня гімнастка.
- 9 грудня - Ніко Паркер, британська акторка.

## Померли
Див. також: Категорія:Померли 2004, Список померлих 2004 року
- 26 травня — Вінграновський Микола Степанович, український письменник і кінематографіст.
- 5 червня — Рональд Рейган, 40 президент США
- 9 листопада — Стіґ Ларссон, шведський письменник.
- 12 грудня — Василик Павло Якимович, єпископ Української греко-католицької церкви.
- 31 грудня — Приходнюк Олег Михайлович, український археолог, доктор історичних наук, Лауреат Державної премії України в галузі науки і техніки.

## Нобелівська премія
- з фізики: Девід Ґросс, Френк Вільчек, Девід Політцер за доказ асимптотичної свободи в теорії сильної взаємодії.
- з хімії:Агарон Чехановер, Аврам Гершко, Ірвін Роуз, за відкриття убіквітін опосередкованого розкладання білка.
- з медицини та фізіології:Річард Ексел,Лінда Бак за дослідження нюхових рецепторів і організації системи органів нюху.
- з економіки:Фінн Кідланд,Едвард Прескотт за внесок у вивчення впливу фактору часу на економічну політику та дослідження рушійних сил ділових циклів.
- з літератури: Ельфріде Єлінек (Австрія).
- Нобелівська премія миру: Вангарі Маатаї, перша африканська жінка, що отримала Нобелівську премію миру «за внесок в сталий розвиток, демократію та підтримання миру».